# Mary Badham

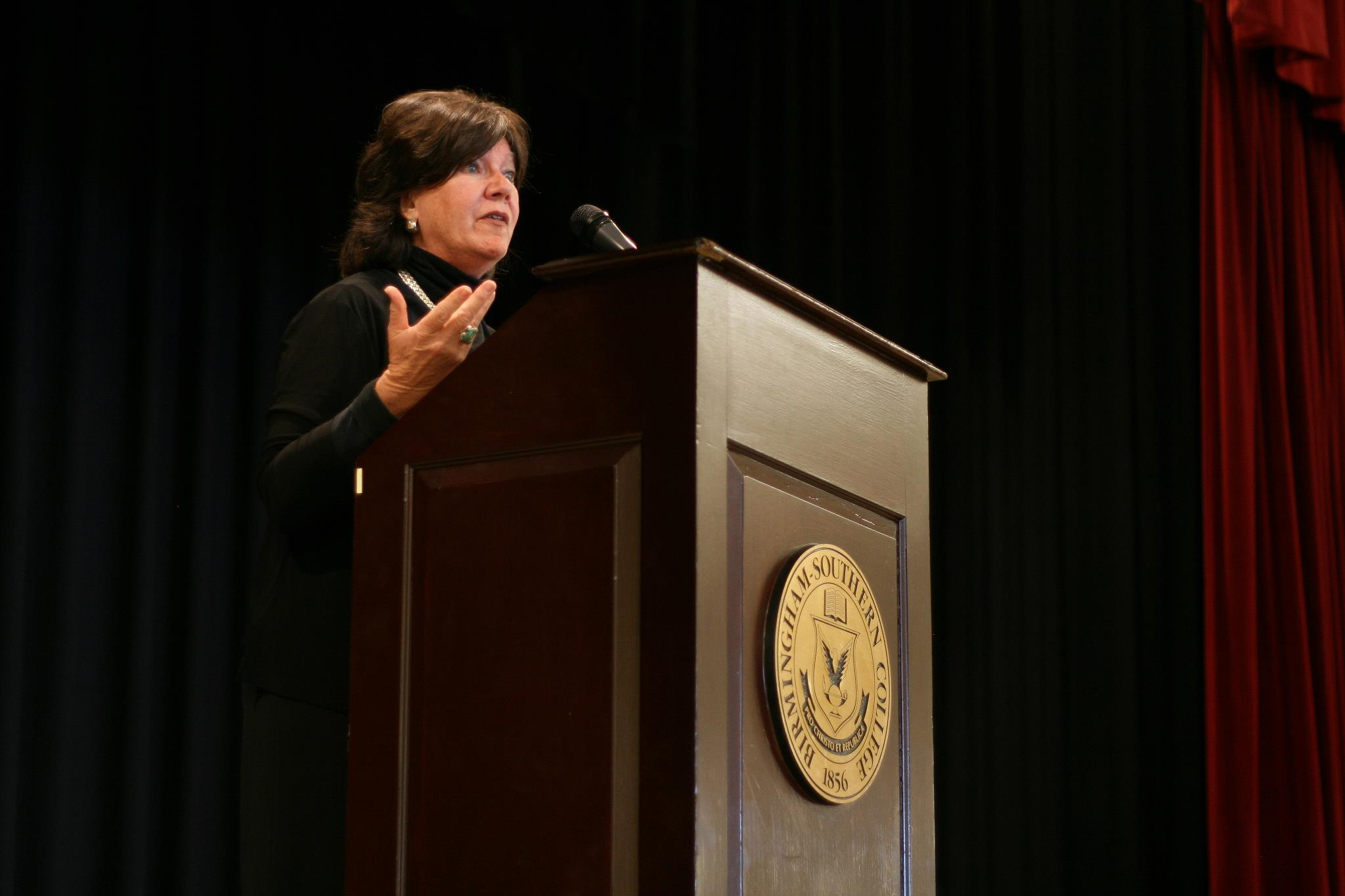
Mary Badham bei einem Vortrag am College ihrer Heimatstadt Birmingham am 8. November 2012

Mary Badham (* 7. Oktober 1952 in Birmingham, Alabama) ist eine US-amerikanische Schauspielerin. Sie ist die Schwester des Filmregisseurs John Badham.

## Leben
Mary Badhams Eltern waren der pensionierte Armeeoffizier Henry Lee Badham Jr. (1892–1978) und die englischstämmige Schauspielerin und Radiomoderatorin Mary Iola Badham geb. Hewitt (1916–1971).
Die Neunjährige verfügte über keine professionelle schauspielerische Ausbildung, als sie 1962 unter zweitausend jungen Mädchen ausgewählt wurde, die weibliche Hauptrolle in der gleichnamigen Hollywood-Verfilmung von Harper Lees preisgekröntem Roman Wer die Nachtigall stört zu interpretieren. In dem Drama von Robert Mulligan mimte sie an der Seite von Gregory Peck und Robert Duvall die aufgeweckte Jean „Scout“ Finch, die Anfang der 1930er Jahre als Tochter eines weißen Anwalts mit dem Rassismus in den US-amerikanischen Südstaaten konfrontiert wird. Die Verfilmung war ein großer Erfolg und erhielt bei der Oscarverleihung 1963 drei Preise. Die zehnjährige Mary Badham erhielt außerdem eine Nominierung in der Kategorie Beste Nebendarstellerin, unterlag jedoch der sechs Jahre älteren Jungschauspielerin Patty Duke (Licht im Dunkel). Sie selbst war zu diesem Zeitpunkt die jüngste je für den Academy Award nominierte Aktrice. Dieser Rekord wurde erst 1973 durch ihre Landsfrau Tatum O’Neal (Paper Moon) eingestellt, die bei Bekanntgabe ihrer Nominierung in selbiger Kategorie mit zehn Jahren und 106 Tagen genau 37 Tage jünger war als Badham.
Auf ihr Schauspieldebüt, das von der Zeitschrift Variety als eindrucksvoll betitelt wurde, folgten Gastauftritten in den Fernsehserien Dr. Kildare und The Twilight Zone. 1966 trat sie noch einmal mit zwei Spielfilmen im US-amerikanischen Kino in Erscheinung, ehe sie sich aus dem Filmgeschäft zurückzog. In Sydney Pollacks romantischem Drama Dieses Mädchen ist für alle mimte sie die junge und fantasievolle Schwester von Titelheldin Natalie Wood und spielte die weibliche Hauptrolle in William Castles von der Kritik zerrissenem Thriller Let’s Kill Uncle. Zwei Jahre später sprach Badham erfolglos für den Part der Mick in Robert Ellis Millers Drama Das Herz ist ein einsamer Jäger (1968) vor, der Sondra Locke als Karrieresprungbrett dienen sollte.
Nach Beendigung ihrer Schauspielkarriere arbeitete Mary Badham als Restauratorin und Koordinatorin für College-Aufnahmetests. Sie blieb in Kontakt mit ihren Schauspielkollegen Phillip Alford, Gregory Peck und Brock Peters und reiste um die Welt, um Harper Lees Roman vorzustellen und über ihre Erfahrungen beim Filmdreh zu berichten, so zuletzt im September 2006 auf dem Internationalen Filmfestival von Rom. 2005 machte sie nach fast vierzig Jahren Leinwandabstinenz mit der Nebenrolle der Mrs. Nutbush in Cameron Watsons Drama Our Very Own wieder als Schauspielerin auf sich aufmerksam.

## Familie
Mary Badham ist seit 1975 mit Richard W. Wilt verheiratet, dem Dekan des „Library and Educational Support Services“ am Lehigh Carbon Community College, und Mutter zweier Kinder, Anna und Anthony. Sie lebt heute in der Nähe von Richmond (Virginia).

## Filmografie
- 1962: Wer die Nachtigall stört (To Kill a Mockingbird)
- 1963: Dr. Kildare (Fernsehserie, Episode: Sister Mike)
- 1964: The Twilight Zone (Fernsehserie, Episode: The Bewitchin' Pool)
- 1966: Dieses Mädchen ist für alle (This Property Is Condemned)
- 1966: Let’s Kill Uncle
- 2005: Our Very Own
- 2019: Erasing His Past (Fernsehfilm)

## Auszeichnungen
- 1963: Oscar-Nominierung für Wer die Nachtigall stört (Beste Nebendarstellerin)
- 1963: 2. Platz bei den Laurel Awards für Wer die Nachtigall stört (Beste Nebendarstellerin)